# Atletisme als Jocs Olímpics d'Estiu de 1904 - 110 metres tanques homes
La prova dels 110 metres tanques masculins va ser una de les proves disputades durant els Jocs Olímpics de Saint Louis de 1904. La prova es va disputar el 3 d'agost de 1904 i hi van prendre part 8 atletes de dues nacions diferents.

## Medallistes
| Or               | Plata             | Bronze           |
| Frederick Schule | Thaddeus Shideler | Lesley Ashburner |

## Rècords
Aquests eren els rècords del món i olímpic (en segons) que hi havia abans de la celebració dels Jocs Olímpics de 1904.
| Rècord del Món | 15,0" (*) | Thaddeus Shideler | Saint Louis (USA) | 11 de juny de 1904   |
| Rècord Olímpic | 15,4"     | Alvin Kraenzlein  | París (FRA)       | 14 de juliol de 1900 |

(*) no oficial, 120 iardes (= 109,73 m)

## Resultats

### Sèries
Els dos primers classificats de cada sèrie passava a la final. Es desconeix el temps de bona part dels participants.
Sèrie 1
| Posició | Atleta           | Temps      |
| ------- | ---------------- | ---------- |
| 1       | Frederick Schule | 16,2"      |
| 2       | Lesley Ashburner | desconegut |
| 3       | Ward McLanahan   | desconegut |
| 4       | Corrie Gardner   | desconegut |

Sèrie 2
| Posició | Atleta            | Temps      |
| ------- | ----------------- | ---------- |
| 1       | Frank Castleman   | 16,2"      |
| 2       | Thaddeus Shideler | desconegut |
| 3-4     | Leslie McPherson  | desconegut |
| 3-4     | desconegut        | desconegut |

NOTA: Algunes fonts informen que l'australià McPherson no va competir.

### Final
| Posició | Atleta            | Temps      |
| ------- | ----------------- | ---------- |
| Or      | Frederick Schule  | 16,0"      |
| Plata   | Thaddeus Shideler | 16,3"      |
| Bronze  | Lesley Ashburner  | 16,4"      |
| 4       | Frank Castleman   | desconegut |